# Мопра (фильм, 1972)
«Мопра́» (фр. Mauprat) — двухсерийный французский телевизионный художественный фильм, поставленный в 1972 году режиссёром Жаком Требута и являющийся экранизацией одноимённого романа Жорж Санд.

## Сюжет
Экранизация романа «Мопра́» Жорж Санд. Действие происходит в последние десятилетия XVIII века в предреволюционной Франции в провинции Берри.
История жизни и эволюции Бернара де Мопра́ с детских лет и до смерти. Отец Бернара — единственный, кто избежал влияния своего отца и имел семью, но его убили два года назад.  В день, когда умирает мать семилетнего Бернара, внезапно приезжает его дед Тристан де Мопра́, известный на всю провинцию за свою жестокость и разбойничий образ жизни. Он забирает внука с собой в мрачный полуразвалившийся средневековый фамильный замок Рош-Мопра́, в котором вместе с ним живут его восемь взрослых сыновей. Именно в этот вертеп разбойников попадает жить семилетний мальчик, оставшийся сиротой. Постепенно Бернар начинает участвовать в грабежах деда и дядей, и вырастает дикарём и разбойником, не признающим никаких законов, кроме права сильного. Единственный человек в округе, кто не боится этих дворян-разбойников — это умный крестьянин, деревенский философ по прозвищу Пасьянс, исповедующий революционные идеи.
Однажды в плен в замок Рош-Мопра́ попадает кузина Бернара — 17-летняя Эдме де Мопра́. 18-летний Бернар очарован красотой девушки и помогает ей бежать в обмен на обещание выйти за него замуж, которое Эдме вынуждена дать под угрозой насилия. Так Бернар впервые оказывается в замке Сен-Севэр, в котором живёт семья его дяди Юбера де Мопра́ (отца Эдме) — умного, образованного, доброго и справедливого человека. Дядя Юбер предлагает Бернару остаться жить с ними в Сен-Севэре.  Здесь сначала всё ново и непривычно для Бернара: обитатели Сен-Севэра по вечерам увлекаются чтением Монтескьё, Руссо и Кондильяка, в их доме царит мудрость, доброта и забота. Эдме под руководством своего духовного наставника — аббата Обера — решает воспитывать кузена,  помочь ему победить плохие привычки, порвать с прошлым и стать образованным и достойным человеком. Под благотворным влиянием обитателей Сен-Севэра Бернар развивается, получает всестороннее образование, бывает в Париже в обществе. Молодой человек страстно влюбляется в Эдме и просит её сдержать данное в Рош-Мопра́ слово стать его женой, но девушка давно помолвлена с лейтенантом де ла Маршем, а к Бернару поначалу не испытывает ничего, кроме жалости, в некоторые моменты она его боится и презирает.
В отчаянии Бернар уезжает в Америку, где в рядах армии Ла Файетта участвует в американской войне за независимость. Спустя семь лет Бернар возвращается во Францию и снова предлагает Эдме выйти за него замуж, молодые люди ссорятся. Вскоре Эдме находят в лесу, тяжело раненную из охотничьего ружья Бернара. Его арестовывают, на суде свидетели и улики против Бернара, но у него нет доказательств своей невиновности, ему грозит смертный приговор. Несмотря на рану, Эдме приходит в суд дать показания,  публично признаётся в своей любви к Бернару. Эдме верит, что Бернар не стрелял в неё и пытается доказать суду его невиновность.  Тем временем Пасьянс выясняет, что в Эдме стрелял Антуан де Мопра́, которого считали погибшим в пожаре вместе с Тристаном и другими его сыновьями. Бернара освободили, они с Эдме поженились. Со временем Бернар де Мопра́ стал одним из самых уважаемых людей округи.

## В ролях
- Жак Вебер — Бернар де Мопра́
- Жиль Лорен — Бернар в детстве
- Карин Петерсен — Эдме де Мопра́
- Анри Вирложё — Пасьянс, деревенский философ
- Анри Нассье — Юбер де Мопра́, отец Эдме
- Ксавье Депра — Маркас / Нарцисс
- Робер Римбо — аббат Обер
- Эдмон Бошан — Тристан де Мопра́
- Клеман Арари — Жан де Мопра́
- Жан-Пьер Бернар — Антуан де Мопра́
- Жан-Луи Ролан — мёсье де ла Марш
- Паскаль Селье — Сильван
- Паскаль Терсу — Леонардо
- Ив Габриелли — Лорен
- Андреа Шампо — госпожа Леблан
- Фредерика Рушо — маркиза
- Ивон Саррей — доктор
- Андре Дюма — адвокат
- Жорж Бовильё — офицер жандармерии
- Пол Ригер — крестьянин
- Бруно Бальп — монах
- Мишлин Кан — слуга
- Джон Бергер, и др.

## Съёмочная группа
- Режиссёр: Жак Требута[фр.]
- Сценарий: Жорж Санд (автор одноимённого романа), Жак Требута (адаптация романа для телефильма)